# Duńscy arcymistrzowie szachowi
Lista duńskich szachistów, posiadających tytuły arcymistrzów (GM) i arcymistrzyń (WGM), zarówno w grze klasycznej, korespondencyjnej, kompozycji szachowej, jak i w rozwiązywaniu zadań szachowych oraz tytuły arcymistrzów honorowych (HGM), przyznawanych za osiągnięcia w przeszłości. Obejmuje także zawodników, którzy barwy Danii reprezentowali tylko w pewnym okresie swojego życia.

## Szachy klasyczne

### arcymistrzowie
| Zawodnicy           | Rok urodzenia | Rok śmierci | Rok nadania | Uwagi                      |
| ------------------- | ------------- | ----------- | ----------- | -------------------------- |
| Jacob Aagaard       | 1973          |             | 2007        | w latach 2006–2009 Szkocja |
| Henrik Danielsen    | 1966          |             | 1996        | obecnie Islandia           |
| Jakob Vang Glud     | 1988          |             | 2014        |                            |
| Curt Hansen         | 1964          |             | 1985        |                            |
| Lars Bo Hansen      | 1968          |             | 1990        |                            |
| Sune Berg Hansen    | 1971          |             | 1998        |                            |
| Carsten Høi         | 1957          |             | 2001        |                            |
| Jens Kristiansen    | 1952          |             | 2012        |                            |
| Bent Larsen         | 1935          | 2010        | 1956        |                            |
| Peter Heine Nielsen | 1973          |             | 1994        |                            |
| Davor Palo          | 1985          |             | 2005        |                            |
| Allan Rasmussen     | 1983          |             | 2009        |                            |
| Lars Schandorff     | 1965          |             | 1996        |                            |

## Szachy korespondencyjne

### arcymistrzowie
| Zawodnicy              | Rok urodzenia | Rok śmierci | Rok nadania | Uwagi        |
| ---------------------- | ------------- | ----------- | ----------- | ------------ |
| Erik Bang              | 1944          |             | 1979        |              |
| Ove Ekebjærg           | ?             |             | 1987        |              |
| Niels Fries-Nielsen    | 1958          |             | 1997        |              |
| Curt Hansen            | 1964          |             | 1999        | +arcymistrz  |
| Jan Jardin             | ?             |             | 1999        |              |
| Allan Jensen           | 1943          |             | 1990        |              |
| Arne Jorgensen         | 1949          |             | 2002        |              |
| Martin Lohse           | ?             |             | 2009        |              |
| Jens Ove Fries-Nielsen | ?             |             | 2005        |              |
| Allan Poulsen          | 1948          |             | 2000        | +mistrz FIDE |
| Jørn Sloth             | 1944          |             | 1978        | +mistrz FIDE |
| Bent Sorensen          | 1943          |             | 1994        |              |